# B系
B系（ビーけい）は、ファッション様式の一つであり、そのファッションをする日本の若者も指す。主にアフリカ系アメリカ人の間で着用されるスポーツ・カジュアル服をモチーフにしたもの。ヒップホップ、R&Bのプロモーションビデオの影響を受けたもの。

## 語源
「B」はブレイクダンサーを意味するBボーイから来ている。

## 傾向
サイズの大きい服や、大きめのネックレスやブレスレットなどの装飾品、アーティストのPVを模した服装が好まれる。
渋谷や原宿などのこれらの傾向の衣服販売店では、容姿から混同されやすいアフリカ人（彼らはアメリカ国籍ではない）が働いており、現実にはヒップホップ・カルチャーで精通していない場合が多い。

## 備考
B系をまねてアキバ系のことを「A系」と呼ぶこともある。